# Тихы, Кароль
Ка́роль Ти́хы (пол. Karol Tichy, 2 февраля 1871 года, Бурштын, Австро-Венгрия — 27 ноября 1939 года, Варшава, Польша) — польский художник, занимавшийся художественной керамикой, дизайном текстиля, интерьера и мебели в стиле модерн. Создавал витражи, занимался архитектурой и работал сценографом. Один из основателей варшавской школы изящных искусств.
С 1889 по 1890 годах обучался в Краковской академии искусств, потом окончил Национальную высшую школу изящных искусств в Париже.
Вместе с Казимежем Стабровским, Ксаверием Дуниковским, Конрадом Кржижановским и Фердинандом Рущицем, основал в Варшаве школу изящных искусств. С 1904 по 1908 год преподавал в варшавской школе изящных искусств. С 1901 по 1914 год был членом краковского художественного объединения «Towarzystwo Polska Sztuka Stosowana». В 1912 году спроектировал дом в стиле модерн, который сегодня носит его имя.
В 1926 году основал художественное объединение «Spółdzielnia Artystów Plastyków ŁAD».
Скончался 27 ноября 1939 года и был похоронен в городе Неполомице.

## Источник
- Wielka Encyklopedia Powszechna PWN, tom 11, str. 524, Warszawa 1968